# 大默爾希訥山

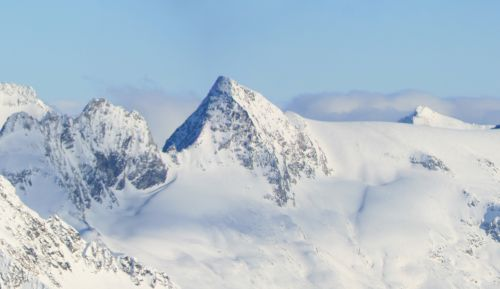

47°1′53″N 11°51′54″E / 47.03139°N 11.86500°E
大默爾希訥山（德語：Großer Mörchner），是奧地利的山峰，位於該國西部，由蒂羅爾州負責管轄，屬於齊勒塔爾阿爾卑斯山脈的一部分，距離施瓦岑施泰因山2公里，海拔高度3,285米，每年平均降雨量1,579毫米。